# Carl Hagenauer
Carl Rudolf Hagenauer (* 30. Juli 1872 in Wien; † 19. August 1928 in Wien) war ein österreichischer Kunsthandwerker.
Hagenauer absolvierte seine Lehrzeit als Ziseleur und Gürtler bei der Wiener Gold- und Silberschmiedfirma Würbel & Czokally. Danach arbeitete er als Geselle bei dem Goldschmiedemeister Samu Bernauer in Preßburg. Nach Ablegung der Meisterprüfung als Ziseleur und Gürtlermeister gründete er 1898 seine eigene Werkstätte in Wien.
Hagenauers Betrieb erzeugte nach eigenen und fremden Entwürfen sogenannte „Wiener Bronzen“ (Kandelaber, ornamentale Gitter, Beschläge ezc.) sowie Nachgüsse von Kleinplastiken alter Meister. Stilistisch war Hagenauers Produktion zunächst dem Historismus verpflichtet, dann dem gekurvten, floralen Jugendstil, nach 1910  erzeugte man zunehmend Metallwaren im strengeren Wiener Sezessionsstil nach formal zurückhaltenderen Entwürfen von Josef Hoffmann, Otto Prutscher und anderen. Die Firma war auf zahlreichen Ausstellungen vertreten, so in Paris, London und Berlin und wurde durch Preise ausgezeichnet. Hagenauers Werkstätte wurde durch die Söhne Karl (1898–1956) und Franz Hagenauer (1906–1986) erfolgreich weitergeführt, der Enkel Karl Hagenauer jr. trat ebenfalls in die Firma ein.
Er wurde am Wiener Zentralfriedhof bestattet.